# ハスドルバル (ハミルカルの娘婿)

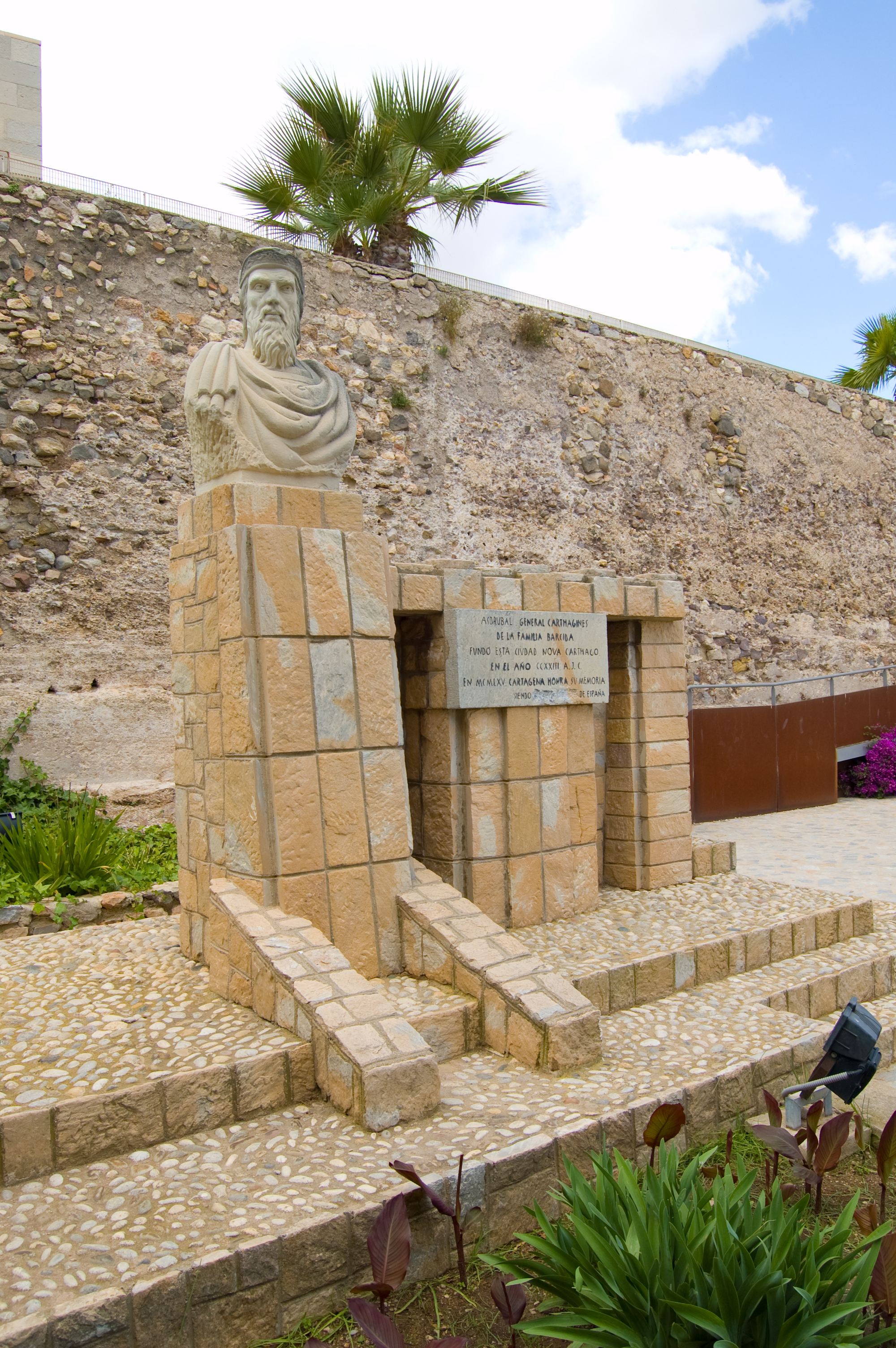
スペイン・カルタヘナにあるハスドルバルの胸像

ハスドルバル（ラテン語: Hasdrubal、紀元前221年没）は、紀元前3世紀のカルタゴ人。ハミルカル・バルカの娘婿で、その後を継ぎヒスパニア（イベリア半島）を支配した。美男子ハスドルバル（ラテン語: Hasdrubal Pulcher）とも呼ばれる。義弟（ハミルカルの子）にハンニバル、同名のハスドルバル、マゴがいる。

## 生涯
第一次ポエニ戦争後、ハスドルバルは若くして民衆派の政治家として台頭した。ハミルカル・バルカに接近してその娘を娶り、紀元前238年にはハミルカルのヒスパニア征服に参加。その後、カルタゴ本国へ戻りヌミディアとの戦争を指揮して勝利を収めた。
紀元前229年、ハミルカルが死ぬと、その配下の者たちは本国に対し新たな司令官としてハスドルバルを派遣するように求めた。紀元前228年にヒスパニアへ到着したハスドルバルは卓越した政治的・外交的手腕を発揮し、カルタゴ人とイベリア人との融和に努めた。両者の婚姻の勧奨はその一環で、彼自身やハンニバルもイベリア人の族長の娘を娶っている。
紀元前227年頃にはカルタゴ・ノウァ（後のカルタヘナ）を建設した。良港に恵まれ、銀山にも近いこの都市を根拠地としてハスドルバルは支配領域を次々と広げていき、その指揮を若いハンニバルに委ねて経験を積ませた。征服した諸都市の中にはマッサリアの植民市ヘメロスコピウム、アロニス、アリカンテが含まれており、マッサリアと同盟を結んでいたローマを刺激した。紀元前226年、ハスドルバルはローマと条約を締結し、その勢力圏はエブロ川を北限とすることが定められた。この条約により前述の3市はハスドルバルの支配のもとに留まったが、エブロ川以南にある他のマッサリア系植民市は独立を保つことになった。
ローマとの条約がカルタゴではなくハスドルバル個人によって締結されたことは注目に値する。古来、これはカルタゴ本国からの自立を目論むハスドルバルの野心を示したものとする見方が多くあるが、定かではない。ハミルカルにしろ、ハスドルバルにしろ、そしてその後継者ハンニバルにしろ、そのヒスパニア支配が本国の統制に必ずしも服していなかったことは事実である。
紀元前221年、ハスドルバルはカルタゴ・ノウァにおいて暗殺され、ハンニバルがヒスパニアの支配者の地位を受け継いだ。ハスドルバルに仕えていた奴隷の一人が、ハスドルバルによって殺された前の主君のために復讐したのだという。

## 参考資料
- Bunbury, Edward Herbert (1867), “Hasdrubal”, in Smith, William, A Dictionary of Greek and Roman biography and mythology, Boston: Little, Brown and co., pp. 354-355 2020年6月12日閲覧。
- Lendering, Jona (2004), “Hasdrubal the Fair”, Livius.org 2020年6月12日閲覧。